# Malta en los Juegos Olímpicos de México 1968
Malta estuvo representada en los Juegos Olímpicos de México 1968 por un deportista masculino que compitió en tiro deportivo.
El equipo olímpico maltés no obtuvo ninguna medalla en estos Juegos.